# Rolbok

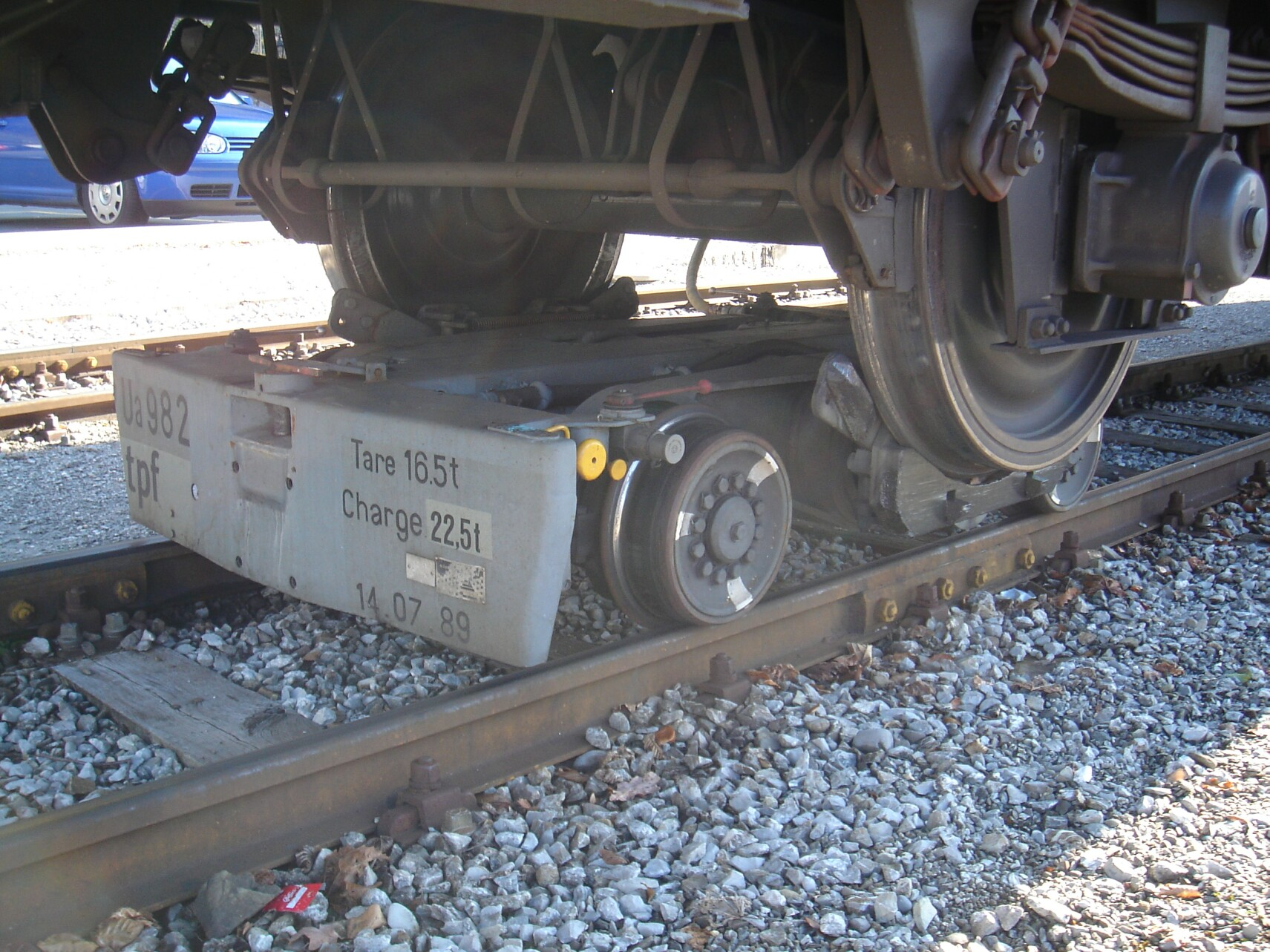
Rolbok op 18 november 2005 in Broc-Fabrique

Een rolbok is een spoorwegwagen waar een andere wagen mee kan worden vervoerd. Ze worden toegepast op plaatsen waar verschillende spoorwijdtes bij elkaar komen. Een rolbok is een zeer kleine rolwagen (misschien is de benaming hulpmiddel correcter) waarop twee wielen aan de voor- of achterzijde van een wagen kunnen worden geplaatst. Ook zijn er rolbokken die geschikt zijn voor een draaistel. Voor het vervoer van een wagen op een andere spoorwijdte zijn twee rolbokken nodig. Een rolwagen is een wagen waarop één of meer wagens in hun geheel passen.

## Foto's

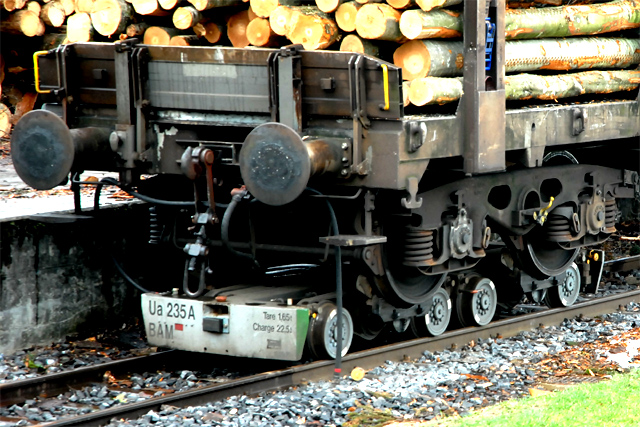
Rolbokken Ua 235A van de Chemin de fer Bière-Apples-Morges (MBC) op 7 februari 2007 te Montricher
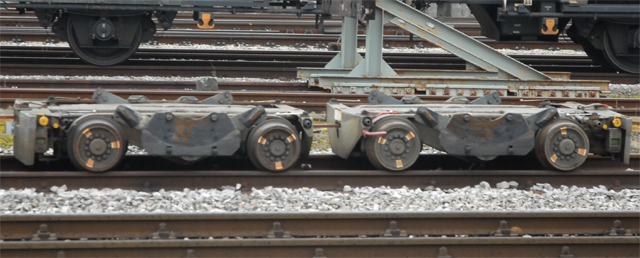
Rolbokken TPF te Bulle
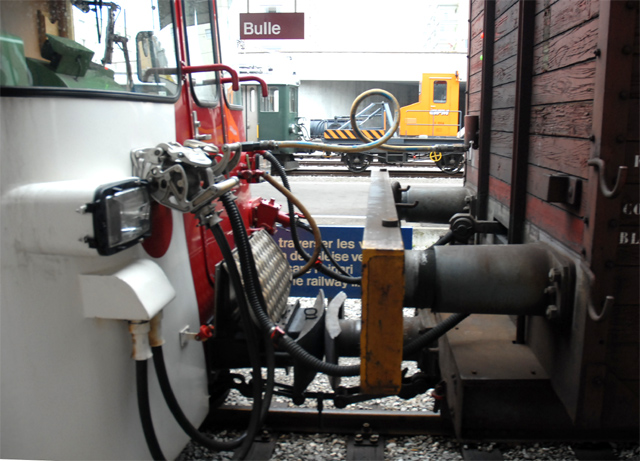
TPF BDe 4/4: 142 en koppelwagen op 8 februari 2007 te Bulle
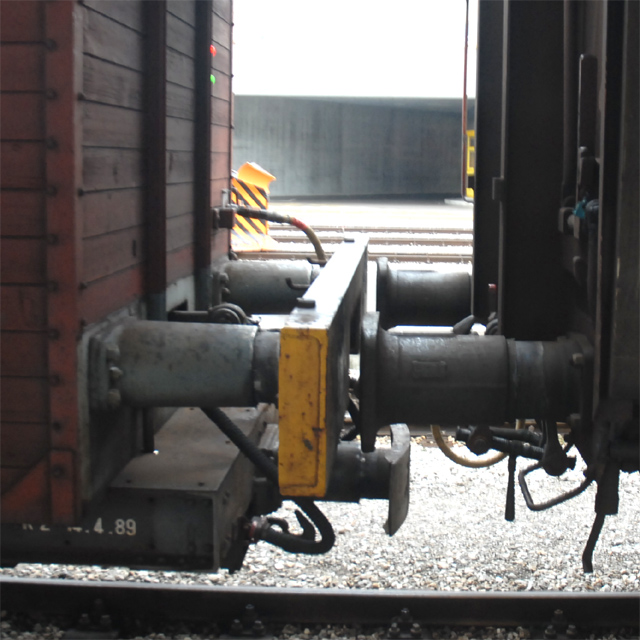
TPF koppelwagen en goederenwagen op 8 februari 2007 te Bulle
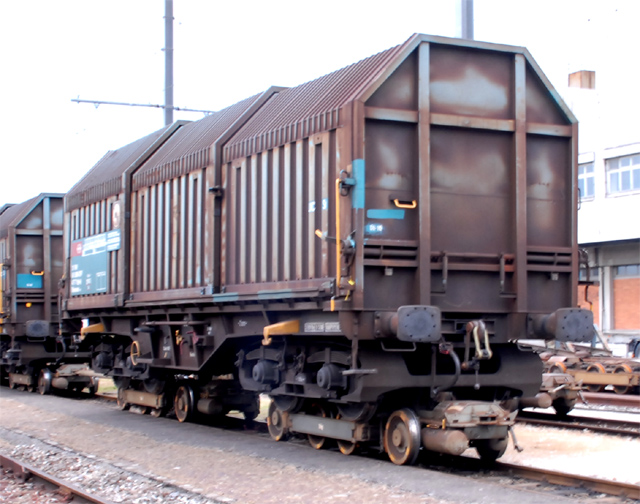
AAR Bus+Bahn rolbokken met colywagen te Suhr.
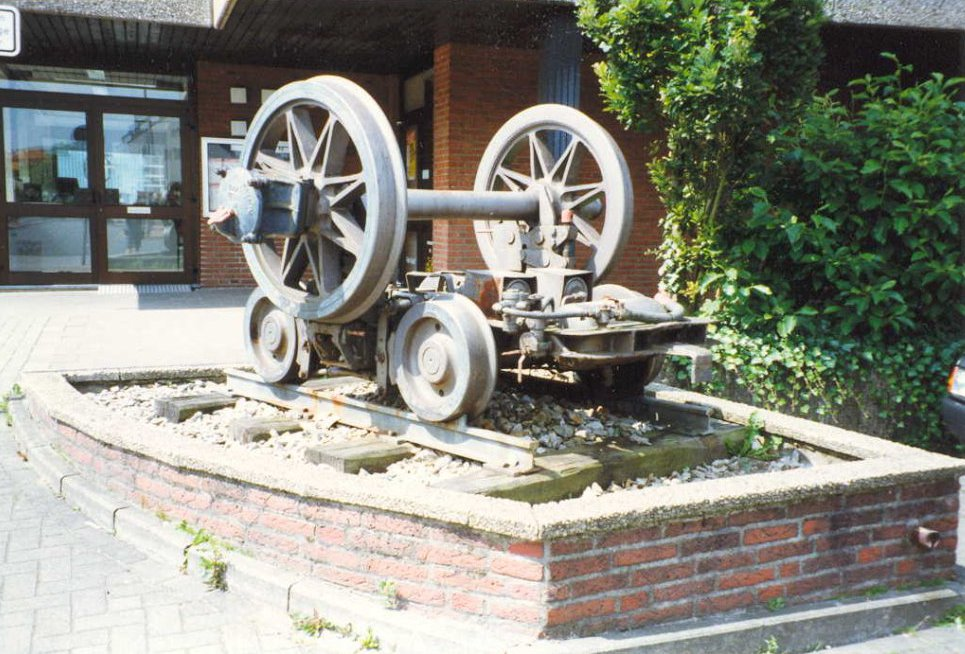
Rolbok voor het vervoer van normaalsporige wagons op het meterspoor van de voormalige Geilenkirchener Kreisbahn.